# Curupirina
Genre
Curupirina est un genre d'insectes diptères nématocères de la famille des Blephariceridae.

## Liste d'espèces
Selon Catalogue of Life (31 mars 2019) :
- Curupirina kaltenbachi (Stuckenberg, 1970)
- Curupirina microcephala (Stuckenberg, 1970)
- Curupirina papuana Zwick & Hortle, 1989
- Curupirina starmuhlneri (Stuckenberg, 1970)